# مايكل هيرد
مايكل هيرد (بالإنجليزية: Michael Hurd)‏ هو فيقار نيوزيلندي، ولد في 1944.